# Championnats d'Amérique du Sud juniors d'athlétisme 2009
Navigation
Championnats d'Amérique du Sud juniors 2007 Championnats d'Amérique du Sud juniors 2011
Les 38es Championnats d'Amérique du Sud juniors d'athlétisme ont eu lieu à São Paulo au Brésil du 25 au 26 juillet 2009.
Pour ce qui est du 10 000 mètres, de la marche et des épreuves combinées, les résultats correspondant aux performances réalisés par les athlètes sud-américains lors des championnats panaméricains juniors organisés quelques jours plus tard à Trinité-et-Tobago.

## Résultats

### Hommes
| Épreuve | Or                                                                         | Or                | Argent                                                                | Argent            | Bronze                                                          | Bronze             |
| --- | -------------------------------------------------------------------------- | ----------------- | --------------------------------------------------------------------- | ----------------- | --------------------------------------------------------------- | ------------------ |
| 100 mètres (Vent : 0,4 m/s) | Eric de Jesús Brésil                                                       | 10 s 45           | Diego Cavalcanti Brésil                                               | 10 s 46           | Isidro Montoya Colombie                                         | 10 s 63            |
| 200 mètres (Vent : -0,3 m/s) | Diego Cavalcanti Brésil                                                    | 20 s 89           | Renato de Oliveira Brésil                                             | 21 s 48           | Arturo Ramírez Venezuela                                        | 21 s 66            |
| 400 mètres | Hederson Estefani Brésil                                                   | 46 s 20 CR        | Omar Longart Venezuela                                                | 47 s 32           | Jonathan da Silva Brésil                                        | 47 s 32            |
| 800 mètres | Franco Díaz Argentine                                                      | 1 min 52 s 04     | Tomás Squella Chili                                                   | 1 min 52 s 93     | Julio Alfonso Pérez Pérou                                       | 1 min 53 s 34      |
| 1 500 mètres | Iván López Chili                                                           | 3 min 56 s 33     | Franco Díaz Argentine                                                 | 3 min 57 s 51     | Lucirio Garrido Venezuela                                       | 4 min 00 s 43      |
| 5 000 mètres | Iván López Chili                                                           | 14 min 39 s 95    | Wily Canchanya Pérou                                                  | 14 min 42 s 45    | Victor Aravena Chili                                            | 14 min 45 s 97     |
| 10 000 mètres | Victor Aravena Chili                                                       | 31 min 01 s 70    | Ederson Pereira Brésil                                                | 31 min 20 s 38    | Paulo Carvalho Brésil                                           | 32 min 18 s 08     |
| 3 000 mètres steeple | Jean Machado Brésil                                                        | 9 min 26 s 03     | Daniel Estrada Chili                                                  | 9 min 26 s 36     | Derlis Ayala Paraguay                                           | 9 min 26 s 44      |
| 110 mètres haies (Vent : 1,2 m/s) | Valmir Macedo Brésil                                                       | 14 s 01           | Robin Mosquera Colombie                                               | 14 s 03           | Nelson Acebey Bolivie                                           | 14 s 23            |
| 400 mètres haies | Hederson Estefani Brésil                                                   | 51 s 07 CR        | Alexandre Silva Brésil                                                | 52 s 44           | Brayan Ambuila Colombie                                         | 52 s 51            |
| Saut en hauteur | Carlos Layoy Argentine                                                     | 2,14 m            | Arturo Chávez Pérou                                                   | 2,09 m            | Simon Villa Colombie                                            | 2,03 m             |
| Saut à la perche | Augusto de Oliveira Brésil                                                 | 4,90 m            | Heberth Gómez Colombie                                                | 4,65 m            | Thiago Braz da Silva Brésil                                     | 4,40 m             |
| Saut en longueur | Jamal Bowen Panama                                                         | 7,78 m (-0,5 m/s) | Lourival Neto Brésil                                                  | 7,58 m (0,9 m/s)  | Willian Barrionuevo Brésil                                      | 7,45 m (0,9 m/s)   |
| Triple saut | Jean Rosa Brésil                                                           | 15,78 m (0,8 m/s) | Robin Mosquera Colombie                                               | 15,74 m (0,7 m/s) | José Adrian Sornoza Équateur                                    | 15,49 m (-0,6 m/s) |
| Lancer du poids | Matías López Chili                                                         | 18,06 m           | Darlan Romani Brésil                                                  | 16,99 m           | Joaquín José Ballivian Chili                                    | 16,09 m            |
| Lancer du disque | Raílson da Cruz Brésil                                                     | 51,67 m           | Matías López Chili                                                    | 50,86 m           | Leonardo Ullúa Argentine                                        | 50,18 m            |
| Lancer du marteau | Allan Wolski Brésil                                                        | 64,98 m           | Pedro da Costa Brésil                                                 | 59,74 m           | Jaime Díaz Chili                                                | 55,74 m            |
| Lancer du javelot | Lucas da Silva Brésil                                                      | 70,27 m           | Braian Toledo Argentine                                               | 69,63 m           | Tomás Guerra Chili                                              | 64,70 m            |
| Décathlon | Eduardo Alexandrino Brésil                                                 | 6 734 pts         | José Gregorio Lemius Colombie                                         | 6 517 pts         | Marcos Rocha Brésil                                             | 6 380 pts          |
| 10 km marche | Caio Bonfim Brésil                                                         | 42 min 43 s 58    | José Montaña Colombie                                                 | 43 min 06 s 27    | Alexander Castañeda Colombie                                    | 43 min 58 s 80     |
| Relais 4 × 100 mètres | Brésil Gustavo dos Santos Eric de Jesús Diego Cavalcanti Jefferson Lucindo | 39 s 87           | Colombie Robin Mosquera Roberto Murillo Brayan Ambuila Isidro Montoya | 41 s 26           | Venezuela Jhony Camacho Arturo Ramírez Juan Jiménez Diego Rivas | 41 s 49            |
| Relais 4 × 400 mètres | Brésil Jonathan da Silva Lucas Oliveira José de Oliveira Hederson Estefani | 3 min 10 s 66     | Venezuela Lucirio Garrido Carlos Barcenas José Colina Omar Longart    | 3 min 17 s 83     | Argentine Lucas Semino Alexis Tello Franco Díaz Andrés Mendoza  | 3 min 19 s 71      |
| Records et Performances - AR : Record continental (area record) - CR : Record des championnats (championship record) - MR : Record du meeting (meet record) - NR : Record national (national record) - OR : Record olympique (olympic record) - PR : Record paralympique (paralympic record) - PB : Record personnel (personal best) - SB : Meilleure performance personnelle de la saison (season's best) - WL : Meilleure performance mondiale de l'année (world leader) - WJR : Record du monde junior (world junior record) - WR : Record du monde (world record) Circonstances et Conditions - DNF : N'a pas terminé (did not finish) - DNS : N'a pas pris le départ (did not start) - DQ : Disqualification (disqualification) - NM : Aucun essai valable enregistré (No Mark) - Q : Qualifié « directement » au prochain tour (ou à la prochaine compétition), lors d'une compétition majeure, grâce au classement ou à la réalisation des minima (automatic qualifier) - q : Qualifié au prochain tour (ou à la prochaine compétition), lors d'une compétition majeure, grâce au repêchage ou à la réalisation de l'une des meilleures performances parmi celles des « non qualifiés directement » (grâce au meilleur temps ou à la meilleure distance par exemple) (secondary qualifier) |                                                                            |                   |                                                                       |                   |                                                                 |                    |

### Femmes
| Épreuve | Or                                                                             | Or                 | Argent                                                             | Argent            | Bronze                                                                                | Bronze            |
| --- | ------------------------------------------------------------------------------ | ------------------ | ------------------------------------------------------------------ | ----------------- | ------------------------------------------------------------------------------------- | ----------------- |
| 100 mètres (Vent : 1,0 m/s) | Erika Chávez Équateur                                                          | 11 s 83            | Vanusa dos Santos Brésil                                           | 11 s 85           | Nelcy Caicedo Colombie                                                                | 11 s 86           |
| 200 mètres (Vent : 0,2 m/s) | Bárbara Leôncio Brésil                                                         | 23 s 81            | Erika Chávez Équateur                                              | 23 s 85           | Jennifer Padilla Colombie                                                             | 24 s 28           |
| 400 mètres | Bárbara de Oliveira Brésil                                                     | 53 s 44 CR         | Jennifer Padilla Colombie                                          | 54 s 17           | Aline Pinto Brésil                                                                    | 54 s 19           |
| 800 mètres | Thayra dos Santos Brésil                                                       | 2 min 11 s 29      | Jessica dos Santos Brésil                                          | 2 min 13 s 03     | Rosa Escobar Colombie                                                                 | 2 min 13 s 73     |
| 1 500 mètres | Tatiana Araújo Brésil                                                          | 4 min 37 s 36      | Bruna Rocha Brésil                                                 | 4 min 38 s 04     | Evangelina Thomas Argentine                                                           | 4 min 43 s 86     |
| 3 000 mètres | Viviana Acosta Équateur                                                        | 10 min 10 s 99     | Yoni Ninahuaman Pérou                                              | 10 min 11 s 75    | Dina Cid Chili                                                                        | 10 min 13 s 51    |
| 5 000 mètres | Viviana Acosta Équateur                                                        | 17 min 09 s 60     | Inga Charo Pérou                                                   | 17 min 15 s 00    | Dina Cid Chili                                                                        | 17 min 24 s 58    |
| 3 000 mètres steeple | Florencia Borelli Argentine                                                    | 10 min 50 s 07 NJR | Yoni Ninahuaman Pérou                                              | 10 min 55 s 44    | Tatiane da Silva Brésil                                                               | 11 min 31 s 94    |
| 100 mètres haies (Vent : -1,5 m/s) | Leticia Gaspar Brésil                                                          | 14 s 52            | Evelyn da Silva Brésil                                             | 14 s 62           | Cecilia Rivera Chili                                                                  | 14 s 66           |
| 400 mètres haies | Déborah Rodríguez Uruguay                                                      | 59 s 97            | Estefanny Balladares Venezuela                                     | 61 s 55           | Natania Habitxreiter Brésil                                                           | 61 s 71           |
| Saut en hauteur | Sara Muñoz Colombie                                                            | 1,76 m             | Betsabée Páez Argentine                                            | 1,73 m            | Florencia Vergara Chili                                                               | 1,70 m            |
| Saut à la perche | Sara Pereira Brésil                                                            | 3,85 m             | Claudia Vitória Brésil                                             | 3,40 m            | Estefanía Furnier Argentine                                                           | 3,40 m            |
| Saut en longueur | Carla Novais Brésil                                                            | 5,96 m (-0,2 m/s)  | Maria Dittborn Chili                                               | 5,89 m (0,6 m/s)  | Leticia Gaspar Brésil                                                                 | 5,77 m (-0,2 m/s) |
| Triple saut | Bianca dos Santos Brésil                                                       | 12,42 m (-0,2 m/s) | Martha Ocoro Colombie                                              | 12,40 m (0,0 m/s) | Aline do Nascimento Brésil                                                            | 12,33 m (0,0 m/s) |
| Lancer du poids | Geisa Arcanjo Brésil                                                           | 15,30 m            | Renata Severiano Brésil                                            | 14,83 m           | Alessandra Gamboa Pérou                                                               | 13,39 m           |
| Lancer du disque | Andressa de Morães Brésil                                                      | 55,27 m CR NJR     | Geisa Arcanjo Brésil                                               | 48,18 m           | Julia Nuñez Argentine                                                                 | 31,86 m           |
| Lancer du marteau | Andressa de Morães Brésil                                                      | 55,26 m            | Zuleima Mina Équateur                                              | 53,57 m           | Julia Nuñez Argentine                                                                 | 50,37 m           |
| Lancer du javelot | Lucelly Murillo Colombie                                                       | 50,08 m CR         | Jucilene de Lima Brésil                                            | 48,74 m           | Rafaela Gonçalves Brésil                                                              | 47,42 m           |
| Heptathlon | Vanessa Spínola Brésil                                                         | 5 574 pts CR       | Cynthia Alves Brésil                                               | 5 164 pts         | Carolina Castillo Chili                                                               | 4 531 pts         |
| 10 km marche | Maria Rayo Colombie                                                            | 50 min 23 s 6      | Anlly Pineda Colombie                                              | 50 min 36 s 4     | Mayara Vicentainer Brésil                                                             | 59 min 09 s 0     |
| Relais 4 × 100 mètres | Brésil Vanessa Spínola Ana da Conceição Lorena Lourenço Vanusa dos Santos      | 45 s 86            | Colombie Kelly Lucumí Jennifer Padilla Yenifer Rivas Nelcy Caicedo | 46 s 48           | Chili Carolina Castillo María Dittborn Cecilia Rivera María Ignacia Eguiguren         | 47 s 48           |
| Relais 4 × 400 mètres | Brésil Natalia da Silva Jessica dos Santos Bárbara Leôncio Bárbara de Oliveira | 3 min 42 s 20      | Colombie Nelcy Caicedo Rosa Escobar Yenifer Rivas Kelly Lucumí     | 3 min 51 s 84     | Argentine Maria Ayelen Diogo Jesica Torres María Florencia Lamboglia Juliana Menéndez | 3 min 52 s 55     |
| Records et Performances - AR : Record continental (area record) - CR : Record des championnats (championship record) - MR : Record du meeting (meet record) - NR : Record national (national record) - OR : Record olympique (olympic record) - PR : Record paralympique (paralympic record) - PB : Record personnel (personal best) - SB : Meilleure performance personnelle de la saison (season's best) - WL : Meilleure performance mondiale de l'année (world leader) - WJR : Record du monde junior (world junior record) - WR : Record du monde (world record) Circonstances et Conditions - DNF : N'a pas terminé (did not finish) - DNS : N'a pas pris le départ (did not start) - DQ : Disqualification (disqualification) - NM : Aucun essai valable enregistré (No Mark) - Q : Qualifié « directement » au prochain tour (ou à la prochaine compétition), lors d'une compétition majeure, grâce au classement ou à la réalisation des minima (automatic qualifier) - q : Qualifié au prochain tour (ou à la prochaine compétition), lors d'une compétition majeure, grâce au repêchage ou à la réalisation de l'une des meilleures performances parmi celles des « non qualifiés directement » (grâce au meilleur temps ou à la meilleure distance par exemple) (secondary qualifier) |                                                                                |                    |                                                                    |                   |                                                                                       |                   |

## Tableau des médailles
| Rang | Nation    | Or | Argent | Bronze | Total |
| ---- | --------- | -- | ------ | ------ | ----- |
| 1    | Brésil    | 29 | 16     | 12     | 57    |
| 2    | Chili     | 4  | 4      | 10     | 18    |
| 3    | Colombie  | 3  | 11     | 7      | 21    |
| 4    | Argentine | 3  | 3      | 7      | 13    |
| 5    | Équateur  | 3  | 2      | 1      | 6     |
| 6    | Panama    | 1  | 0      | 0      | 1     |
| 6    | Uruguay   | 1  | 0      | 0      | 1     |
| 8    | Pérou     | 0  | 5      | 2      | 7     |
| 9    | Venezuela | 0  | 3      | 3      | 6     |
| 10   | Bolivie   | 0  | 0      | 1      | 1     |
| 10   | Paraguay  | 0  | 0      | 1      | 1     |

## Source
- (en) Cet article est partiellement ou en totalité issu de l’article de Wikipédia en anglais intitulé « 2009 South American Junior Championships in Athletics » (voir la liste des auteurs).